# شعب كالينا
شعب كالينا، المعروفون أيضًا باسم الكاريبيين، أو كاريبيين الجزيرة الرئيسية والعديد من الأسماء الأخرى، هم الشعوب الأصلية في المناطق الساحلية الشمالية من أمريكا الجنوبية. اليوم، يعيش شعب كالينا بشكل كبير في القرى الواقعة على الأنهار وسواحل فنزويلا، وغيانا، وسورينام، وغويانا الفرنسية، والبرازيل. يتحدثون لغات الكاريبي المعروفة باسم الكاريبية. قد يكون شعب كالينا مرتبطًا بجزر الكاريبي في منطقة الكاريبي، على الرغم من أن لغاتهم غير مرتبطة.

## الاسم
تقليديًا، أطلق الغربيون على شعوب كالينا عدد من الأسماء الكاريبية الإسبانية، بما في ذلك «الكاريبيين» باللغة الإنجليزية، وغالينا باللغة الفرنسية، وكارايب باللغة الهولندية. ومع ذلك، يطلق المتحدثون على أنفسهم اسم كالينا أو كارينا، بتهجئة مختلفة. تشمل الخيارات أيضًا كالينا، وكارينا، وكالينيا، وغيرها من الأسماء الأخرى التي تشمل ماراورنو، ومارونو. من الممكن أن يميز شعب كالينا أنفسهم على أنهم («من كالينا الحقيقية»)، جزئيًا لتمييز أنفسهم عن مارون كالينا المختلطين من سكان سورينام. ولم يصبح استخدام «كالينا» وما يتصل به من متغيرات شائعًا إلا مؤخرًا في المنشورات. استمرت العديد من المصادر في استخدام «الكاريبيين» أو الأسماء الأخرى المرتبطة بها.

## نبذة تاريخية

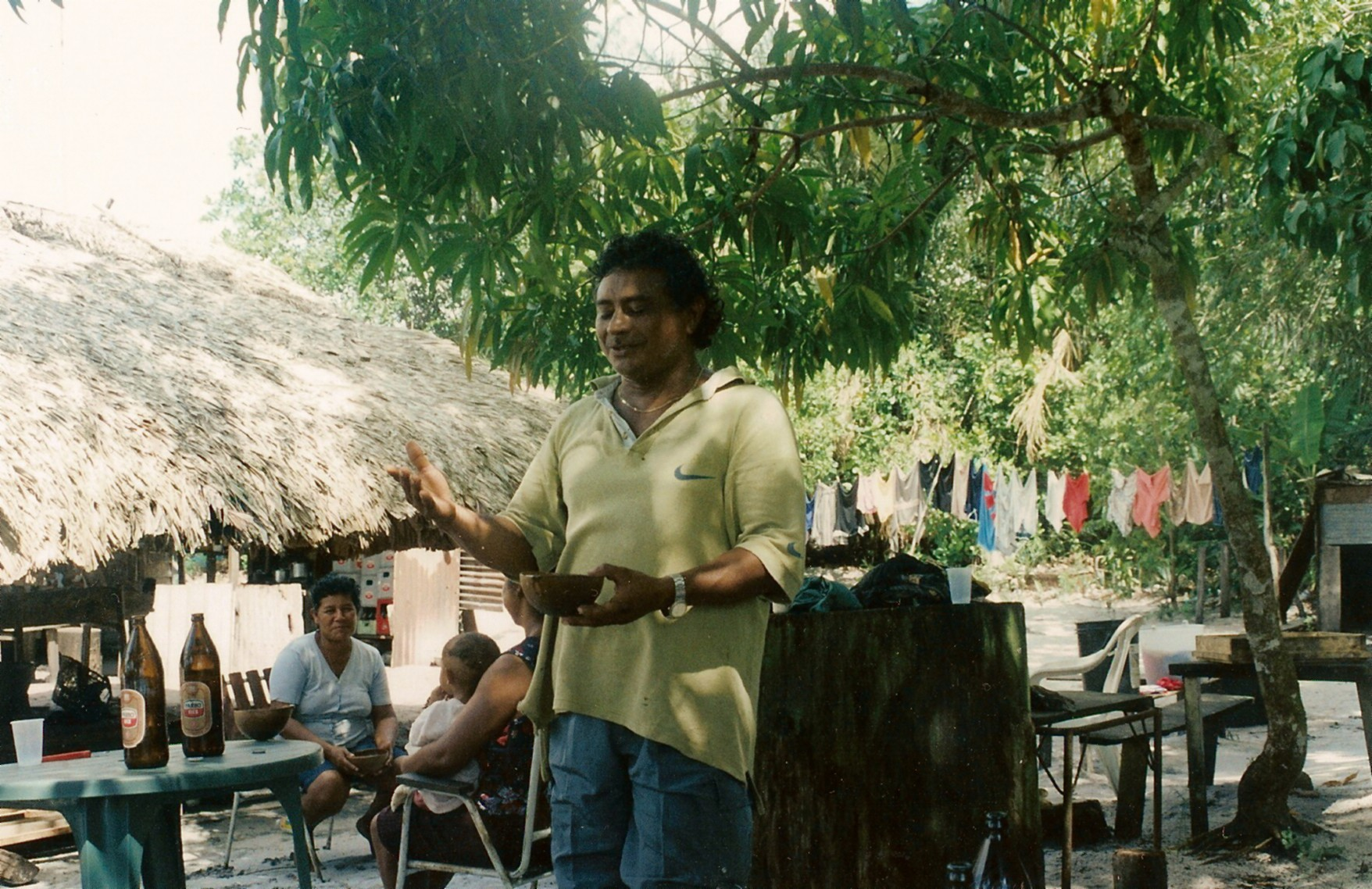
أحد كبار السن يتحدث إلى مجتمع كالينا في بيجي بويكا في سورينام.

نظرًا لافتقارها للشكل المكتوب من اللغة قبل وصول الأوروبيين، جرى تناقل تاريخ كالينا شفهيًا من جيل إلى جيل من خلال روي القصص والأساطير.
لفترة طويلة، لم يميز الأوروبيون القلائل الذين درسوا تاريخ الهنود الأمريكيون الحمر في هذه المنطقة بين القبائل الكاريبية المختلفة. بمجرد انتهاء فترة الاستكشاف، تضاءل الاهتمام بدراسة هؤلاء الأشخاص بشكل كبير ولم يعاود الظهور حتى نهاية القرن العشرين، عندما أصبح عدد قليل من المغتربين الفرنسيين، ولا سيما جيرار كولومب، مهتمًا بكالينا، وبدأ شعب كالينا بأنفسهم في سرد تاريخهم، ولا سيما فيليكس تيوكا، رئيس رابطة الهنود الأمريكيين في غويانا الفرنسية وابنه ألكسيس.
وبسبب ما ذُكر، فإن المعلومات التاريخية المتعلقة بشعب كالينا نادرة وغير كاملة.